# Старк (Флорида)
Старк (енгл. Starke) град је у америчкој савезној држави Флорида. По попису становништва из 2010. у њему је живело 5.449 становника.

## Демографија
Према попису становништва из 2010. у граду је живело 5.449 становника, што је 144 (2,6%) становника мање него 2000. године.
| Група             | 2000.         | 2010.         |
| Белци             | 3.677 (65,7%) | 3.451 (63,3%) |
| Афроамериканци    | 1.652 (29,5%) | 1.593 (29,2%) |
| Азијати           | 70 (1,3%)     | 59 (1,1%)     |
| Хиспаноамериканци | 125 (2,2%)    | 207 (3,8%)    |
| Укупно            | 5.593         | 5.449         |